# Messinià
| Període                                                        | Sèrie    | Estage       | Edat (Ma)  |
| -------------------------------------------------------------- | -------- | ------------ | ---------- |
| Quaternari                                                     | Plistocè | Gelasià      | més recent |
| Neogen                                                         | Pliocè   | Plasencià    | 3,6        |
| Neogen                                                         | Pliocè   | Zanclià      | 5,333      |
| Neogen                                                         | Miocè    | Messinià     | 7,246      |
| Neogen                                                         | Miocè    | Tortonià     | 11,63      |
| Neogen                                                         | Miocè    | Serraval·lià | 13,82      |
| Neogen                                                         | Miocè    | Languià      | 15,97      |
| Neogen                                                         | Miocè    | Burdigalià   | 20,44      |
| Neogen                                                         | Miocè    | Aquitanià    | 23,03      |
| Paleogen                                                       | Oligocè  | Catià        | més antic  |
| Subdivisió del període Neogen segons IUGS, el juliol del 2009. |          |              |            |

Una possible reconstrucció paleogeogràfica del mar Mediterrani del Miocè. Al nord a l'esquerra:
Vermell = costa actual
S = Conca de Sorbas, Espanya
R = Corredor del Rif
B = Corredor Bètic
G = Estret de Gibraltar
M = Mar Mediterrani

El període Messinià és un estatge faunístic del Miocè. Comprèn el període entre fa 7,246 ± 0,005 milions d'anys i fa 5,332 ± 0,005 milions d'anys. El Messinià fou testimoni del començament, fa uns sis milions d'anys, de la crisi de salinitat del Messinià, que provocà l'assecament en repetides ocasions de la conca del mar Mediterrani al llarg dels següents milions d'anys.

## Fauna
- Última aparició del cetaci Neosqualodon en el registre fòssil